# Luigi Capello
 Luigi Attilio Capello  (Intra, 14. travnja 1859. – Rim, 25. lipnja 1941.) je bio talijanski general i vojni zapovjednik. Tijekom Prvog svjetskog rata zapovijedao je V., VI. i XXII. korpusom, Goričkom zonom, te 2. armijom na Talijanskom bojištu.

## Vojna karijera
Luigi Capello je rođen 14. travnja 1859. godine u Intri. Sin je Enrica Capella i Erneste Volpi. Godine 1875. počinje pohađati vojnu školu u Modeni, dok od 1884. pohađa vojnu akademiju koju završava 1886. godine. Godine 1887. raspoređen je na službu u diviziji u Firenzi, a potom u Anconi. Od 1893. s činom bojnika služi u Napulju gdje surađuje s novinama Corriere di Napoli, te se druži s Francescom Nittijem i Gabriele D'Annunzijom. Zbog kritičkih članaka kojima je kritizirao stanje u vojsci premješten je u Cuneo, što međutim, nije naškodilo njegovoj karijeri. Godine 1898. promaknut je u čin pukovnika, te je imenovan zapovjednikom 50. pješačke pukovnije. Tih godina pristupa masonima u Velikom orijentu Italije, te počinje graditi političke veze. Posebice je bio naklonjen reformskom socijalizmu Leonide Bissolatija. Godine 1910. unaprijeđen je u čin general bojnika, te mu je dodijeljeno zapovjedništvo nad Brigadom Abruzzi. S Brigadom Abruzzi upućen je u Libiju gdje sudjeluje u Talijansko-turskom ratu. Brigada se nalazila u sastavu 4. specijalne divizije, te sudjeluje u borbama oko Derne. Godine 1914. postaje zapovjednikom 25. divizije smještene u Cagliariju na kojem mjestu dočekuje i početak rata.

## Prvi svjetski rat
Na početku rata 25. divizija ušla je u sastav XIII. korpusa koji je bio u sastavu 3. armije. Odmah na početku rata Capello se u lipnju 1915. ističe u borbama na Krasu. Promaknut je u čin general poručnika, te imenovan zapovjednikom VI. korpusa koji se držao položaje nasuprot mostobrana kod Gorice. U Drugoj i Trećoj bitci na Soči s VI. korpusom pokušava zauzeti vrhove kod Sabotina i Podgore, ali zbog jakog otpora austrougarske vojske u tome nema uspjeha.
Konačno, u kolovozu 1916. u Šestoj bitci na Soči s VI. korpusom uspijeva zauzeti Goricu što je bio prvi veći talijanski uspjeh u ratu. Navedeni uspjeh dao je Capellu veliku popularnost, kako među građanima, tako i među talijanskim medijima. Međutim, isto tako izazvao je i zavist u talijanskim vojnim krugovima posebice kod načelnika Glavnog stožera Luigija Cadorne koji mu je zamjerao što nije uspio iskoristiti uspjeh za proboj bojišta. Cadorna se pobojao da bi ga Capello zbog njegove popularnosti mogao zamijeniti na mjestu načelnika Glavnog stožera, pa je stoga 12. rujna 1916. Capella smijenio s mjesta zapovjednika VI. korpusa, te ga je imenovao zapovjednikom XXII. korpusa koji se nalazio na manje medijski atraktivnom tirolskom dijelu bojišta. Navedeno imenovanje bilo je dio sukoba kojeg je Cadorna imao s talijanskom Vladom zbog uplitanja vlade u vođenje operacija. Kada se sukob, u kojem je Cadorna izišao ojačana položaja, smirio, Cadorna je u prosincu 1916. Capella imenovao zapovjednikom V. korpusa.
U ožujku 1917. Capello je imenovan zapovjednikom novoustrojene Goričke zone, koja formacija, iako tako nije nazvana, je bila veličine armije. U Desetoj bitci na Soči koja je počela u svibnju 1917. zadatak Capella je bio da zauzme Kuk, Vodice i Monte Santo. Iako je imao znatnu nadmoć u ljudstvu, uspio je u početnim napadima zauzeti Kuk, te potom Vodice, dok su napadi na Monte Santo bili odbijeni. Bitka je završila s ograničenim taktičkim uspjehom i velikim gubicima na talijanskoj strani. Početkom lipnja ukidanjem Goričke zone kao vojne formacije, Capello je imenovan zapovjednikom 2. armije zamijenivši na tom mjestu Settimija Piacentinija. U Jedanaestoj bitci na Soči Capello napada u smjeru Tolmina i Banjiške visoravni koju uspijeva cijelu zauzeti. Pokušava zauzeti i važni strateški vrh Sveti Gabrijel, ali isti nakon više napada i velikih gubitaka ne uspijeva zauzeti. 
U rujnu 1917. Cadorna je izvijestio Capella i vojvodu od Aoste, zapovjednika 3. armije, da odustaje od jesenske ofenzive i to zbog mogućeg neprijateljskog napada. Međutim, propustio je dati detaljnije naredbe, podcjenjujući opasnost i opseg mogućeg napada. Capello je odlučio da na napad odgovori protunapadom pravilno ocjenjujući da će napad početi iz smjera Tolmina u smjeru Cividalea što je bilo u suprotnosti s Cadroninom namjerom da se prijeđe u obranu. U međuvremenu, Capello se razbolio od upale bubrega zbog čega je formalno 9. listopada 1917. zapovjedništvo nad 2. armijom privremeno prepustio Luci Montuoriju, iako je i dalje iz bolesničkog kreveta stvarno zapovijedao armijom. Na mjesto zapovjednika 2. armije vratio se 23. listopada 1917., tek pred samu austro-njemačku ofenzivu. Kada je idući dan, 24. listopada, ofenziva počela 2. armija je istu dočekala potpuno nepripremljena. Bojište je odmah probijeno kod Kobarida, a pričuve koje su upućene da zaustave prodor su bile potpuno iznenađene dubinom i brzinom neprijateljskog napredovanja. Capello je 25 listopada na sastanku u Udinama predložio Cadorni da se talijanska vojska potpuno povuče iza rijeke Tagliamento, ali Cadorna to nije prihvatio. Odmah idući dan, ponovno je zbog bolesti morao napustiti mjesto zapovjednika 2. armije. Trebao se vratiti za četiri dana, ali zbog mišljenja liječnika, kao i Cadornine želje za kontinuitetom u zapovijedanju, zapovjedništvo nad 2. armijom je ponovno prešlo na generala Montuorija.
Capello je 26. studenog 1917. imenovan zapovjednikom novoustrojene 5. armije koja se formirala u pozadini od ostataka razbijenih formacija talijanske vojske. Međutim, 8. veljače 1918. morao je napustiti mjesto zapovjednika te se staviti na raspolaganje povjerenstvu koje je formirala Orlandova vlada kako bi utvrdila uzroke katastrofe kod Kobarida. Capello do kraja rata nije dobio novo zapovjedništvo.

## Poslije rata
Kada je Povjerenstvo u ljeto 1919. objavilo izvještaj Capello je, uz Cadornu, bio imenovan jedan od glavnih krivaca za poraz kod Kobarida. Nakon toga Capello je zajedno s Cadornom u rujnu 1919. umirovljen. U mirovini tražio je od talijanske Vlade da se ponovno provede istraga oko uzroka poraza kod Kobarida. U tu svrhu objavio je i dvije knjige u kojima kritizira utvrđenje Kobaridske komisije, te iznosi kritički pogled na talijansko vođenje rata. Također, aktivno sudjeluje u polemikama oko reorganizacije talijanske vojske pišući članke u listu Giornale del popolo. Posebice je kritičan prema vojnoj hijerarhiji optužujući istu za nesklonost reformama i konzervativizam.
Početkom 1920. pristupa fašističkom pokretu. U istome nije zauzimao istaknute dužnosti, iako ga je Mussolini zadužio da 1922. kod Francesca Nittija ispita postoji li kod njega interes za formiranje Vlade nacionalnog jedinstva. Sudjeluje u Maršu na Rim, a kada je Veliko vijeće Fašističke stranke u veljači 1923. donijelo odluku da članovi stranke ne mogu istodobno biti i masoni, odlučuje napustiti fašistički pokret. Usprkos toga, početkom 1924. sudjeluje u tajnoj misiji sa zadatkom ispitivanja mogućeg savezništva s Njemačkom.
Idućih godina Capello se sve više udaljava od fašizma. Osuđuje gušenje političkih sloboda i fašistički pritisak na masone. Početkom 1924. zajedno s Titom Zanibonijem sudjeluje u formiranju protufašističke organizacije Mir i sloboda. Potaknut policijskim provokatorom, počinje sudjelovati u organizaciji atentata na Mussolinija. Međutim, 4. studenog 1925. je uhićen, te optužen za urotu. Posebni sud ga je u travnju 1927. osudio na kaznu zatvora u trajanju od trideset godina i nečasni otpust iz vojske. Nakon izdržavanja kazne u nekoliko zatvora, zbog pogoršanog zdravstvenog stanja, premješten je u kliniku u Formiji, a potom u Rimu gdje se nalazi do 1935. kada je uvjetno pušten na slobodu.
Preminuo je 25. lipnja 1941. u 83. godini života u Rimu. U listopadu 1945. talijanska Vlada Alcidea De Gasperija ga je rehabilitirala od optužbi za atentata, te mu postumno dodijelila čin generala armije.

## Vanjske poveznice
- (eng.) Luigi Capello na stranici Firstworldwar.com
- (eng.) Luigi Capello na stranici Encyclopedia.1914-1918-online.net
- (tal.) Luigi Capello na stranici Treccani.it
- (tal.) Luigi Capello na stranici Digilander.libero.it
- (tal.) Luigi Capello na stranici Pensalibero.it
- (tal.) Luigi Capello na stranici Lagrandeguerra.net
- (rus.) Luigi Capello na stranici Hrono.ru